# KOMDIV-64
KOMDIV-64 (ロシア語: КОМДИВ-64) はロシアのNIISIによって開発された64ビットマイクロプロセッサである。PMC-Sierra のRM7000と互換である。チップには1890VM5 (ロシア語: 1890ВМ5)の記述がある。
性能は0.9Dhrystone//MHz, 1.32 Whetstone/MHz, 1.09 Coremark/MHz (1890ВМ5Ф 派生型)である。

## 概要
- 強化されたMIPS IV 命令セットアーキテクチャ (ISA)
- in-order, dual-issue スーパースカラ
- 5段整数 パイプライン
- 7段浮動小数点パイプライン
- 16 KB L1 命令キャッシュ
- 16 KB L1 データキャッシュ
- 256 KB L2 キャッシュ
- 350 MHz クロック周波数
- 26.600万個のトランジスタ